# Urubambacanastero
De Urubambacanastero (Asthenes urubambensis) is een zangvogel uit de familie Furnariidae (ovenvogels).

## Verspreiding en leefgebied
Deze soort komt voor van centraal Peru tot westelijk Bolivia en telt twee ondersoorten:
- A. u. huallagae: centraal Peru.
- A. u. urubambensis: zuidelijk Peru en westelijk Bolivia.

## Status
De grootte van de populatie wordt geschat op 2500-10.000 volwassen vogels en dit aantal neemt af door habitatverlies. Op de Rode lijst van de IUCN heeft deze soort de status gevoelig.